# Suhadole, Litija
Suhadole so naselje v Občini Litija.